# Ryan Cabrera
Ryan Frank Cabrera (Dallas, Texas, 18 juli 1982) is een Amerikaanse gitarist en zanger.

## Carrière
Cabrera begon met gitaar spelen in klas 8 en op jonge leeftijd schreef hij al songteksten. Zijn eerste stap in de muziekwereld was toen hij een highschoolband oprichtte genaamd Caine, ze maakte vooral punkmuziek.
Ryan wilde gitaar spelen, maar het zingen ging hand in hand met het gitaar spelen. Na korte tijd begon de muziek die hij wilde spelen te veranderen naar het horen van de muziek van Dave Matthews. Hij ruilde zijn elektrische gitaar in voor een akoestische gitaar voor zijn volgende band Rubix Groove.
Dankzij zijn oudere broer werd Rubix Groove populair in de regio van Dallas. Ze begonnen meerdere shows per week te spelen en kregen de kans om het podium te delen met onder andere: Cheap Trick, Third Eye Blind en Ben Harper. Maar toen Ryan's broer hem studiotijd gaf voor zijn verjaardag veranderde alles.
In de zomer van 2001, stopte hij met toeren en ging de studio's in om een album te maken. Hij maakte zijn eigen album Elm. Street. Zijn harde werken werd beloond, want het album verkocht goed in de lokale winkels en op het internet, het album is dan ook bijna nergens meer te krijgen. Omdat het album zo'n succes was besloot Ryan weg te gaan uit Rubix Groove.
Hij koos ervoor om met school te stoppen en zich op muziek te focussen. Hij vond een goede zanglerares, die hem erop heeft voorbereid op wat nog moest komen. Vlak nadat hij Elm. Street had uitgebracht, herkende Joe Simpson (vader van Ashlee en Jessica simpson) Ryan's talent.
Een paar maanden daarna sloot hij een deal met Atlantic records.
Hij heeft het album Take it all away uitgebracht en is voor dat album een tijdje met Ashlee Simpson op tournee geweest. Hij heeft ook nog een dvd uitgebracht Live at the wiltern, nog een cd You stand watching en zijn laatste nieuwe single is I will remember you.

## Privéleven
Heeft sinds September 2006 een relatie met de kleindochter van Elvis Presley Riley Keough.
Is in het nieuwe seizoen (6) van de Amerikaanse mtv-serie the Hills te zien als de date van Audrina Patridge.
- Bibliothèque nationale de France: cb14620816r (data)
- International Standard Name Identifier: 0000 0003 7415 8161
- Library of Congress Control Number: no2004107835
- MusicBrainz: a78276fb-18f7-43be-8b73-5a5bc690ca54
- Système universitaire de documentation: 086913697
- Virtual International Authority File: 9565883
- WorldCat: E39PBJxrRDjp6BmDJyVVrmxRrq